# Diploexochus cataractae
Diploexochus cataractae is een pissebed uit de familie Armadillidae. De wetenschappelijke naam van de soort is voor het eerst geldig gepubliceerd in 1937 door Barnard.